# Aeroportul Altay
Aeroportul Altay (IATA: AAT, ICAO: ZWAT) este un aeroport din Xinjiang, Republica Populară Chineză ce deservește zona Altay City⁠(d). Aeroportul a fost tranzitat în 2022 de 237.627 de pasageri.
Situat la o altitudine de 759 m, aeroportul dispune de 1 pistă. Este operat de Civil Aviation Administration of China⁠(d).

## Infrastructură

### Piste
Aeroportul dispune de o singură pistă. Pista are orientarea 11/29.